# حانان أوبنهايمر
حانان أوبنهايمر (22 مايو 1905  في برلين - 4 نوفمبر 1978 في رحوفوت) كان عالماً وباحثًا زراعيًا إسرائيليًا، وخبيرًا في زراعة أشجار الفاكهة الاستوائية، وتهجين الأصناف الجديدة، وأستاذاً في كلية الزراعة في الجامعة العبرية.
حصل على جائزة إسرائيل في الزراعة في عام 1968. 

## حياته
ولد أوبنهايمر هاينتس أوبنهايمر في برلين، عاصمة ألمانيا. كان والده عالم الكيمياء الحيوية كارل أوبنهايمر. أتم الدراسة الثانوية في المدرسة الثانوية في ميونيخ عام 1923 .
وفي عام 1928 هاجر إلى أرض إسرائيل لأول مرة. وأمضى فترة تدريب في كيبوتس غان شموئل، ثم عاد إلى برلين. ومن 1929 إلى 1932 درس في كلية الزراعة في برلين والتي كانت بدءا من 1934 جزءا من جامعة برلين). تخصص في علم البستة (زراعة الحدائق)، وبعد التخرج حصل على درجة الدكتوراه.
وبعد حصوله على الدكتوراه هاجر أوبنهايمر إلى إسرائيل مرة أخرى في عام 1932، بدعوة من أوتو فاربورغ، عالم النبات الشهير. وحصل على وظيفة في قسم علم النبات في الجامعة العبرية. وفي عام 1933 تم قبوله في هيئة البحوث الزراعية في رحوفوت. وفي بداية حياته المهنية عمل هناك كمساعد رئيسي في قسم تأقلم المزارع، ثم انتقل إلى قسم الفسيولوجيا وعلم الوراثة في المزارع. وفي عام 1941 أسس مختبر تحسين البساتين ونباتات الحدائق.
وفي عام 1951، انتقلت الهيئة من رحوفوت من تبعيتها للوكالة اليهودية إلى وزارة الزراعة (وبعد سنوات إلى المعهد الوطني والجامعي للزراعة، وبعد ذلك، إلى إدارة البحوث الزراعية - المركز البركاني).
وفي عام 1956 عين مديرًا لقسم المزارع شبه الاستوائية حيث عمل حتى تقاعده. ومنذ عام 1953 بدأ التدريس في كلية الزراعة في جامعة رحوفوت العبرية. ودرس زراعة أشجار الفاكهة الاستوائية.
وفي عام 1955 عُين محاضرًا جامعياً، وفي عام 1962 رُقي إلى درجة أستاذ مساعد  ثم في عام 1969 رُقي إلى درجة أستاذ. 
ومنذ أوائل الثلاثينيات، قام أوبنهايمر بزرع وإدارة حدائق التأقلم في رحوفوت ودغانيا ألف، والتي أنشأها تكريماً لميلاد الدكتور آرثر روبين. كما أن لديه علاقات خاصة مع أعضاء لجنة التجارب الزراعية في غور الأردن ومع العديد من المزارعين في جميع أنحاء البلاد.
وشارك في العديد من الدراسات المتنوعة، حاول ونجح في إنتاج أصناف جديدة في زراعة الحمضيات. واستخدم كل من طريقة التهجين وطريقة التوضيح. كما ركز الكثير من طاقته في مجال زراعة أشجار الفاكهة المتساقطة في البلاد، وشارك في إنتاج أصناف جديدة، عن طريق تهجين الأصناف المحلية مع الأصناف العالمية. وكان نجاحه الكبير في هذا المجال هو تهجين صنف من التفاح يحتاج إلى جرعات قليلة من البرد. أطلق على هذا النوع الجديد اسم «روز» على اسم ابنته.
أسس وطور زراعة أشجار الفاكهة شبه الاستوائية في إسرائيل وساهم في تعديل أشجار الأفوكادو والأناناس والبرسيمون والجوافة والمانجو. وكل هذا نتيجة تعاون مثمر مع الباحثين المحليين في مختلف المجالات، ومع الطلاب في كليات الزراعة، وكذلك العاملين في زراعة المزارع في الزراعات المحلية.
كما ساهم بشكل كبير في تأقلم وانتشار زراعة الموز، وكذلك صناعة التمور. كما قام بتحسين أنواع مختلفة من الخضار، خاصةً الطماطم المناسبة للمناطق الساخنة من البلاد وفي وادي عربة.
ونشر العديد من المقالات حول الزراعة في المجلات المتخصصة، كما نشر العديد من الكتب التي لخص فيها أبحاثه وأعماله.

## جوائز
في عام 1949 فاز بجائزة يوسف إلياهو من الصندوق القومي اليهودي لتطوير نوع جديد من التفاح (الجائزة الأولى).  وحصل على جائزة الهستدروت للبحوث الزراعية.
في عام 1968، حصل على جائزة إسرائيل في مجال الزراعة لإنجازاته ومساهماته في الزراعة الإسرائيلية. 

## وفاته
توفي في نوفمبر 1974 بعد صراع طويل مع المرض.

## عائلته
كان ابن شقيق الاقتصادي السياسي وعالم الاجتماع فرانز أوبنهايمر، وابن عم هليل أوبنهايمر، أستاذ علم النبات، وأحد مؤسسي كلية الزراعة في الجامعة العبرية في القدس والحائز على جائزة إسرائيل للبحوث الزراعية عام 1969.

## كتاباته
- زراعة أشجار الفاكهة الاستوائية وشبه الاستوائية الجديدة في فلسطين - 1952.
- إجراءات الإخصاب في أصناف التفاح والكمثرى - 2003.
- زراعة أشجار الفاكهة شبه الاستوائية الجديدة
- المحاصيل البستانية الاستوائية - 1963.
- زراعة الموز - 1963.
- زراعة أشجار الفاكهة شبه الاستوائية - 1958.

## روابط خارجية
- حانان أوبنهايمر نسخة محفوظة 18 أكتوبر 2013 على موقع واي باك مشين. على موقع المعهد البركاني